# مانترا
مانترا (به سانسکریت: मन्त्र) در آیین‌های هندو، بودایی، سیک، جینو مزدیسنا که ریشه دینی دارند معادل ذکر در اسلام و دیگر ادیان است و عبارتست از مجموعه‌ای از واژه‌ها و آواهایی که با آهنگ خاصی به دفعات تکرار می‌شود.
مانترا ریشه سانسکریت دارد و به معنای «رها شدن» است و از ۲ بخش «مان» و «ترا» تشکیل شده‌است که «مان» به معنی فکر و «ترا» به معنای آزاد شدن است. از مانترا در مدیتیشن استفاده می‌شود.
اُم، واژه‌ای کلیدی در مانتراهای دین هندوئیسم که امروزه برخی آن را به عنوان نماد این دین بکار می‌برند.
در مانترا که با تکرار آواهای موزون و حساب‌شده‌ای از زبان سانسکریت انجام می‌شود نوعی مراقبه و ذن به‌شمار می‌آید. به این معنا که تکرار پیوسته و آهنگین کلماتی است که ذهن شما را به‌طور کامل به‌خود معطوف کرده و در نهایت ملکه ذهن شده و به شما آرامش می‌بخشد. پس در اجرای «آ» رعایت نظم و آداب کاملاً ضروری و الزامی است.
انتخاب واژه یا آوای مورد نظر جهت این کار اغلب از میان اسامی خداوند صورت گرفته و روح انسان را متوجه حقیقت درون می‌کند.